# Брестская газета
«Брестская газета» — белорусская негосударственная газета, которая издавалась с 18 ноября 2002 года. Распространялась через киоски «Белсоюзпечати», по подписке «Белпочты», в объектах розничной торговли в Бресте и Брестской области. Печаталась в основном на русском языке. Последний номер вышел 30 декабря 2020 года.

## Выходные данные
24-полосный еженедельник формата A3. Тираж (декабрь 2020 года): 5230 экземпляров.

## История
Первый номер «Брестской газеты» вышел на 12 страницах. Максимальный объём за время выхода газеты — 40 страниц. День выхода — четверг. Первая и последняя страницы двухцветные (чёрный + красный).

## Сегодняшний день
«Брестская газета» до конца 2020 года выходила на 24 страницах. Издание позиционировало себя как газета для всей семьи, где публикуется разнообразная информация не только о Бресте и области, но и о стране и мире в целом. В каждом номере были телепрограмма (38 каналов), кроссворд, гороскоп, анекдоты, реклама. Главное редакционное правило — не навязывать своё мнение читателю, чтобы он мог сделать собственные выводы. Целевая аудитория газеты — молодое поколение.
В октябре 2013 года «Брестская газета» обновила дизайн: изменились вёрстка, шрифты и логотип.
Входит в состав Ассоциации издателей региональной прессы Белоруссии «бел. Аб’яднаныя Масмедыі».
В 2015 году редакция была вынуждена сократить тираж газеты в связи с экономическим кризисом в Беларуси.
В июне 2019 года чиновники отказали журналисту «Брестской газеты» в проходе в новое здание Брестского областного суда на тематическую пресс-конференцию по случаю его открытия из-за «отсутствия аккредитации». Газета активно освещала акции протеста против строительства аккумуляторного завода под Брестом.
Журналистов, сотрудничающих с редакцией, неоднократно задерживали и судили во время акций протеста в Бресте. В октябре 2020 года издание присоединилось к совместному заявлению Белорусской ассоциации журналистов и независимых СМИ в связи с давлением на портал «TUT.BY» и ограничением доступа к независимым сайтам. Газета заняла активную гражданскую позицию против насилия при освещении протестов, начала кампанию подписки на себя политических заключённых, печатала их ответы на свои письма в тюрьмы и СИЗО.
В конце ноября от Брестской областной типографии пришло письмо с сообщением, что время печати газеты переносится с утра на три часа дня. В редакции сложилось впечатление, что совпадение по времени, что вело к неудобствам для читателей, которые привыкли покупать газету начиная с 11 часов утра, не случайно: по соглашению с «Белпочтой» как раз в 15 часов номер должен был поступать на участок по обработке печатной продукции для дальнейшей доставки подписчикам, что стало физически невозможным. На следующий день после этого письма Брестская областная типография, в которой газета печаталась все 18 лет, безо всякой на то причины отказалось печатать издание начиная с 2021 года; факс об этом подписал Вячеслав Шахлевич, директор типографии.
По случаю «давления на популярное независимое региональное издание» Ассоциация издателей региональной прессы Белоруссии обратилась к Шахлевичу, Брестскому гор- и облисполкомам, Министерству информации с целью посодействовать пересмотру решения. По мнению главы Белорусской ассоциации журналистов Андрея Бастунца, ситуация с «Брестской газетой» подтверждает давление властей на региональную прессу, ибо «то, что это происходит на уровне хозяйствующих субъектов, никого не должно обманывать».
В конце 2020 года главному редактору Виктору Марчуку и другим журналистам прокуратура Бреста вынесла официальное предупреждение за «распространение недостоверной информации», но ознакомиться с содержанием документа не дала, вероятно, замечание было вынесено из-за видеообращения против насилия.
Чтобы избежать штрафных санкций в связи с негарантированной поставкой тиража, в конечном счёте было решено отказаться от услуг «Белпочты» по подписке на первое полугодие 2021 года. 19 января 2021 года стало известно, что «Брестская газета» временно прекращает свой выпуск по причине того, что все белорусские типографии отказались печатать газету.
19 марта 2021 года прокуратура вынесла предупреждение главному редактору Виктору Марчуку за призыв к несанкционированным массовым мероприятиям, но где и когда было совершено правонарушение её сотрудники сказать не смогли.
8 июля 2021 года в редакции был произведён обыск в рамках масштабного погрома независимых белорусских СМИ. Основания для обыска были неизвестны, через два дня редакция сообщила, что у сотрудников забрали всю технику.
Ленинский районный суд Бреста в ноябре 2021 года добавил в список экстремистских материалов сайт газеты, а в апреле 2022 года — её Telegram-канал.
28 февраля 2023 года КГБ объявил «Брестскую газету» экстремистским формированием. Участие в экстремистском формировании является уголовным преступлением по белорусским законам.

## «Брестская газета» в сети Интернет
С 2009 года у «Брестской газеты» есть собственный сайт, на котором изначально публиковалась информация, которая также размещалась и в печатном виде. Контент сайта обновлялся раз в неделю.
В 2017 году обновился дизайн сайта. Изменилась подача информации, новости стали публиковаться ежедневно. На сайте также есть авторские материалы, не публикуемые в газете, видео, фоторепортажи, опросы.
С 2011 года «Брестская газета» начала вести онлайн-трансляции. Впервые 6 июля репортёры провели прямую трансляцию молчаливой акции протеста в Бресте.

## Оценки
По мнению преподавателя факультета журналистики БГУ Даниила Шаврова, газета выгодно отличается высокой долей аналитических материалов на фоне других изданий Брестчины. Такие статьи имеют разный географический фокус, и республиканский, и региональный, что делает их потенциально интересными для любой аудитории. Положительно оценены колонки главного редактора Виктора Марчука, приводятся в пример статьи ряда других авторов газеты.
Юрист и политический заключённый Максим Знак в письме в редакцию в январе 2021 года написал, что он гордится коллективом газеты, «который был рядом в самых изолированных пространствах» и «не изменил себе, ведь газета, наверное, могла бы что-то издавать, что печатали бы, но вряд ли бы читали».

## Награды
- Диплом Брестского облисполкома «За конструктивный подход к освещению различных сфер жизни региона» (2010)[34].
- Премия председателя Брестского облисполкома «За активную журналистскую позицию» журналистке Жанны Сидорук (2011)[35], которая передала её семье активиста Ивана Стасюка, задержанного накануне акции «Революция через социальные сети» и арестованного на 10 суток за мелкое хулиганство и неподчинение сотрудникам милиции[36].
- Диплом за первое место в номинации «Лучшее журналистское расследование и обратная связь с читателями» конкурса «Лучшая региональная газета года 2013», организованного Ассоциацией издателей региональной прессы «бел. Аб’яднаныя Масмедыі»[37].
- Диплом III степени в номинации «Лучший аналитический материал» конкурса «Лучшая региональная газета 2015», организованного Ассоциацией издателей региональной прессы «бел. Аб’яднаныя Масмедыі»[38].
- Победа в номинациях «Лучшая региональная газета года», «Лучшее журналистское расследование» (Людмила Селех и Алла Верстова), «Лучшая социальная акция года» конкурса «Лучшая региональная газета 2018», организованного Ассоциацией издателей региональной прессы «бел. Аб’яднаныя Масмедыі»[39].
- Победа в номинациях «Лучшее журналистское расследование и обратная связь с читателями» (Кристина Головийчук за серию материалов о голодающих братьях), «Образование и культура» (Ирина Шатило, «Купила антисептики за свой счёт»), «Белорусский язык» (Мария Малявко, за серию материалов «бел. Мова перамен») конкурса Ассоциации издателей региональной прессы «бел. Аб’яднаныя Масмедыі» «Лучшее региональное СМИ» в 2020 году[40][41].